# Xyrichtys
Genre
Xyrichtys est un genre de poissons de la famille des Labridae.

## Liste des espèces
Selon World Register of Marine Species (6 mai 2014) :
- Xyrichtys blanchardi (Cadenat & Marchal, 1963)
- Xyrichtys halsteadi Randall & Lobel, 2003
- Xyrichtys incandescens Edwards & Lubbock, 1981
- Xyrichtys javanicus (Bleeker, 1862)
- Xyrichtys koteamea Randall & Allen, 2004
- Xyrichtys martinicensis Valenciennes, 1840
- Xyrichtys mundiceps Gill, 1862
- Xyrichtys novacula (Linnaeus, 1758)
- Xyrichtys pastellus Randall, Earle & Rocha, 2008
- Xyrichtys rajagopalani Venkataramanujam, Venkataramani & Ramanathan, 1987
- Xyrichtys sanctaehelenae (Günther, 1868)
- Xyrichtys sciistius Jordan & Thompson, 1914
- Xyrichtys splendens Castelnau, 1855
- Xyrichtys victori Wellington, 1992
- Xyrichtys virens Valenciennes, 1840
- Xyrichtys wellingtoni Allen & Robertson, 1995
- Xyrichtys woodi (Jenkins, 1901)

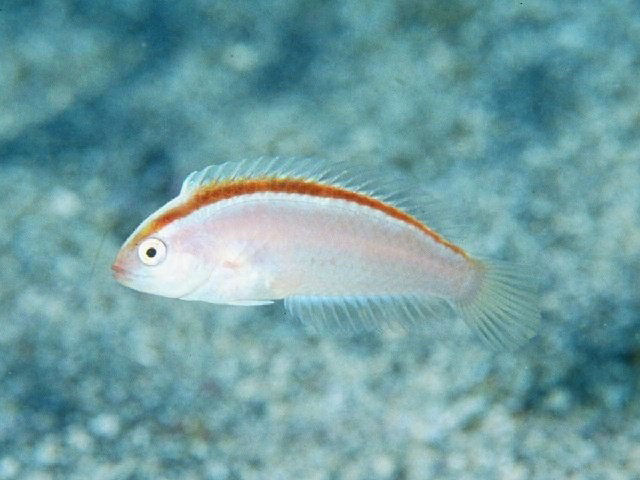
Xyrichtys halsteadi
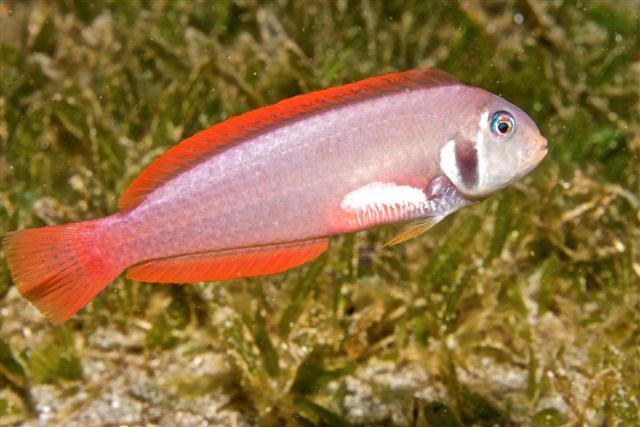
Xyrichtys martinicensis
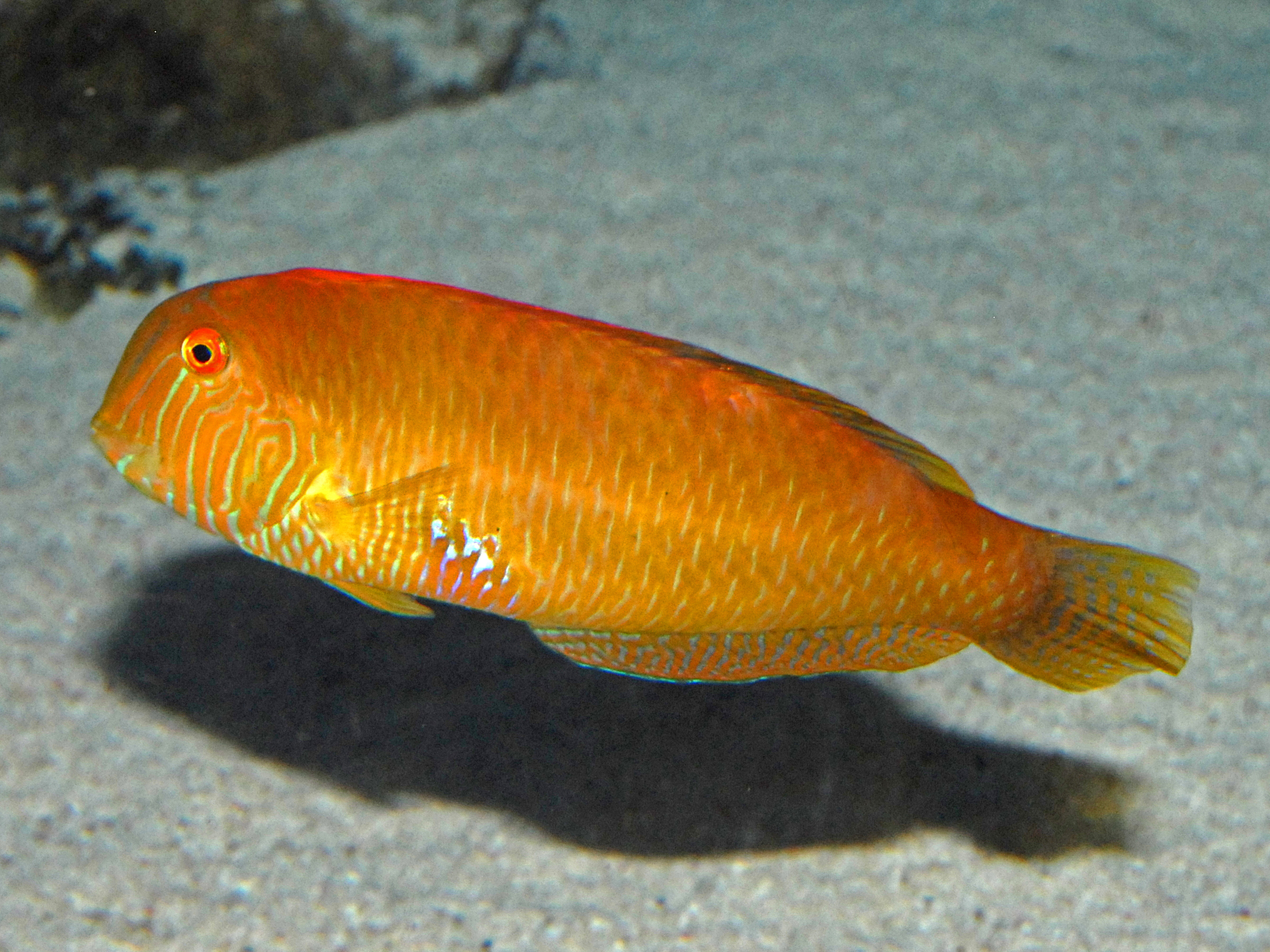
Xyrichtys novacula
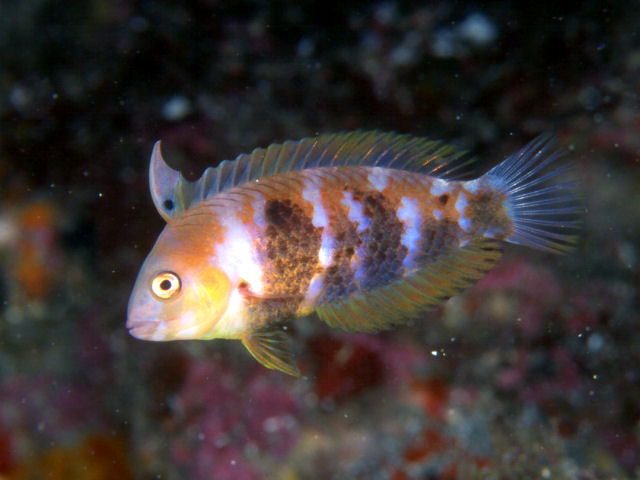
Xyrichtys sciistius